# Себієв Рамзан Вахайович
Рамзан Вахайович Себієв (рос. Рамзан Вахаевич Себиев, 26 жовтня 1960) — радянський професійний боксер, призер чемпіонату Європи серед аматорів.

## Аматорська кар'єра
1985 року вперше став чемпіоном СРСР.
На Іграх доброї волі 1986 здобув золоту медаль.
На чемпіонаті Європи 1987 завоював срібну медаль.
- В 1/8 фіналу переміг Рудольфа Гавенчяка (Чехословаччина) — 5-0
- У чвертьфіналі переміг Анджея Ґолоту (Польща) — RSCI 3
- У півфіналі переміг Луїджі Гаудіано (Італія) — RSCI 2
- У фіналі програв Арнольду Вандерліде (Нідерланди) — 1-4

На Кубку світу 1987 року переміг Пек Хьон Ман (Південна Корея), але програв Феліксу Савону (Куба) і завоював бронзову медаль.
На літніх Олімпійських іграх 1988 року програв в першому бою Луїджі Гаудіано (Італія).

## Професіональна кар'єра
Після невдачі на Олімпіаді в період перебудови провів чотири переможних боя на професійному рингу проти маловідомих боксерів.